# Ishrup-Shar
Ishrup-Shar (o Išrup-Aštar) va ser rei de Mari i successor de Saumu. Va regnar a la segona meitat del segle XXV aC.
Per una carta conservada a les Tauletes d'Ebla que el rei de Mari Enna-Dagan va dirigir al rei d'Ebla se sap que va devastar la ciutat d'Emar i la de Lalanium, i el ganum d'Ebla.
El va succeir Iblul-El.